# Церква Святої Софії — Премудрості Божої (Львів)
Церква Святої Софії — Премудрості Божої — греко-католицький храм у Сихівському районі міста Львова. Розташована на території студентського містечка УКУ за адресою: м. Львів, пл. Софії Премудрості Божої, 1, що поблизу Стрийського парку та будівлі Головного управління Державної фіскальної служби України у Львівській області.
Храм унікальний не тільки для Львова, а й для України — в одній будівлі на різних ярусах діятимуть три храми: наземний рівень — церква Софії — Премудрості Божої, на нижньому — ще два: храм Святого Климентія Папи Римського та церква Гробу Господнього. Церква Гробу Господнього — це відображення I століття, місце більше для приватної молитви. Храм Климентія Папи Римського відображатиме III—IV століття — часи, коли християнство ще не було розділене. Це відкриває великі екуменічні можливості. Храм Климентія Папи Римського має стати місцем формації, дискусій, зустрічей та спілкування. На верхньому ярусі буде власне храм Софії — Премудрості Божої.
Щодо назви церкви Глава і Отець УГКЦ Блаженніший Святослав сказав під час освячення храму: «Якщо хтось думає, що цією мудрістю є наша з вами здатність бути мудрими, він помиляється. Якщо хтось думає, що цією мудрістю є накопичене людьми знання, він помиляється. Якщо хтось думає, що цією мудрістю є здатність людини бути мудрою, великою, успішною, модерною, знаючою, він помиляється. Бо якщо б ми поклонялися усім цим речам, ми би були з вами ідолопоклонниками. Ця мудрість, на честь якої збудований цей храм, є мудрістю Божественною. Тому ми так підкреслюємо — цей храм Святої Софії — Премудрості Божої».

## Освячення храму

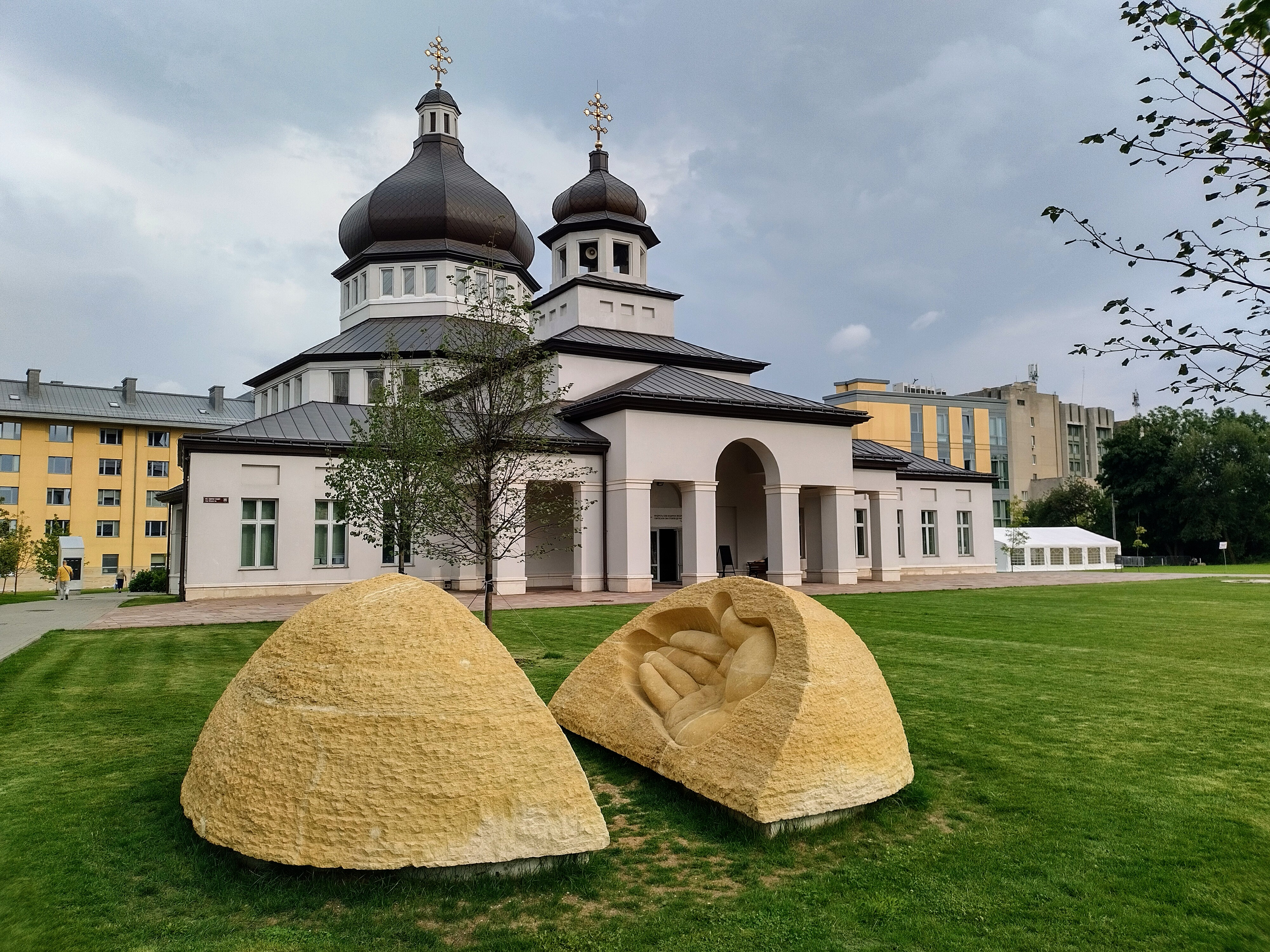
Витвір мистецтва перед храмом

10 вересня 2016 року у Архікатедральному соборі Святого Юра перед чудотворною іконою Ярославської Божої Матері «Двері Милосердя» відбулася урочиста Архієрейська Божественна літургія до Божого милосердя очолювана Верховним архієпископом Київським та Галицьким, Блаженнішим Патріархом УГКЦ Святославом Шевчуком. Після літургії колона з єпископами, духовенством та мирянами вирушила із собору до церкви Святої Софії — Премудрості Божої, де наступного дня, 11 вересня, відбулися урочистості з нагоди її освячення. Чин освячення новозбудованої церкви Софії — Премудрості Божої здійснив Отець та Глава УГКЦ Блаженніший Святослав. Під час освячення у вівтарі храму заклали мощі блаженного Миколая Чарнецького. У храмі раніше освятили дзвони, які назвали на честь святого Папи Івана Павла II, Патріарха Йосифа Сліпого, Блаженнішого Мирослава-Івана Любачівського — постатей, без яких неможливо уявити історію Українського католицького університету.